# Memecylon viride
Memecylon viride är en tvåhjärtbladig växtart som beskrevs av John Hutchinson och John McEwan Dalziel. Memecylon viride ingår i släktet Memecylon och familjen Melastomataceae. Inga underarter finns listade i Catalogue of Life.